# 金秉鎮
金 秉鎮（キム・ビョンジン、朝鮮語: 김병진/金秉鎭、1912年 - 1973年3月13日）は、大韓民国の教員、政治家。第2・5代韓国国会議員。

## 経歴
慶尚南道昌原郡（現・昌原市）出身。馬山濠信中学校（現・昌信高等学校）卒。国民学校の教員を経て、大同青年会団員、大韓青年団昌原郡団長、民主党鎮海市党委員長・中央委員を務めた。1950年の第2代総選挙では昌原甲選挙区から大韓青年団の候補として当選し、1960年の第5代総選挙では鎮海選挙区から民主党の候補として再選した。
1973年3月13日に持病によりソウル市城北区の自宅にて死去。享年59。